# Rebecca Wilde
Pour les articles homonymes, voir Wilde.
Rebecca "Becky" Wilde, née le 31 décembre 1997 à Taunton, est une rameuse britannique.

## Carrière
Rebecca Wilde découvre l'aviron en regardant les Jeux olympiques d'été de 2012 à Londres et intègre le programme britannique d'aviron Start alors qu'elle est étudiant de l'Université de Bath en 2017.
En novembre 2023, elle doit être opérée deux fois des épaules pour un syndrome de loge et rate une partie de la saison. Malgré ça, Mathilda Hodgkins Byrne et elle réussissent à obtenir le 13e et dernier ticket britannique pour les Jeux en finissant deuxièmes de la World Rowing Final Olympic Qualification Regatta à Lucerne en mai 2024. Aux Jeux, elle remporte la médaille de bronze en deux de couple avec sa coéquipère Mathilda Hodgkins Byrne.

## Palmarès

### Jeux olympiques
- médaille de bronze en deux de couple en 2024 à Paris,  France